# Santo Amaro do Maranhão
Santo Amaro do Maranhão est une municipalité brésilienne située dans l'État du Maranhão.